# Calamagrostis insperata
Calamagrostis insperata är en gräsart som beskrevs av Jason Richard Swallen. Calamagrostis insperata ingår i släktet rör, och familjen gräs. Inga underarter finns listade i Catalogue of Life.